# Strada statale 328 della Versilia
La strada statale 328 della Versilia (SS 328) era una strada statale italiana.

## Storia
La strada statale 328 della Versilia venne istituita nel 1962 con il seguente percorso: "Innesto S.S. n. 1 a Viareggio - Forte dei Marmi - Innesto S.S. n. 1 presso Marina di Carrara."
Dopo soli quattro anni, nel 1966, venne declassificata a strada comunale e la gestione passò quindi dall'ANAS ai comuni territorialmente competenti.

## Percorso
La strada ha origine a Viareggio, distaccandosi dal tratto ormai dismesso della strada statale 1 Via Aurelia, proprio alla confluenza tra il canale Burlamacca e il canale Farabola. Il tracciato prosegue fino al raggiungimento del litorale che costeggia ininterrottamente fino al suo termine.
Nel suo percorso attraversa i territori di diversi comuni ovvero Viareggio, Camaiore, Pietrasanta, Forte dei Marmi, Montignoso (dove supera il fiume Versilia), Massa (dove supera il fiume Frigido) ed infine Carrara, dove termina il proprio percorso abbandonando la costa e ricongiungendosi con la strada statale 1 Via Aurelia.